# アレホ・フェルナンデス
アレホ・フェルナンデス（Alejo Fernández、1475年ごろ – 1545年ごろ）は15世紀から16世紀にかけてのスペインの画家である。コルドバやセビリアで働いた。クリストファー・コロンブスやアメリゴ・ヴェスプッチも描かれている「航海士の聖母(Virgulino de la Navigantoj)」（アルカサル宮殿 蔵）などの作品で知られる。

## 略歴
セビリアに残る文書ではドイツ生まれの画家とされているが、コルドバ生まれと考えられている。1508年にセビリアに移るまで、コルドバで活動し、この時期の作品には現在コルドバ美術館に収蔵されている「柱に縛られたキリスト」やセビーリャ美術館に収蔵されている「受胎告知」などがある。この時期の作品にはフランドル絵画の影響が見られるとされる。
セビリアに移った後の絵画はピントゥリッキオやラファエロなどのイタリアのマニエリスムの画家の影響を受けるようになったとされる。セビリア大聖堂の装飾絵画などを描いた。最も有名な作品はアルカサル宮殿の祭壇画、「航海士の聖母(Virgulino de la Navigantoj)」で1531年から1536年の間に描かれたとされ、スペイン国王、カルロス1世とクリストファー・コロンブス、アメリゴ・ヴェスプッチが描かれている。
アレホ・フェルナンデスは1545年ごろ、セビリアで没した。

## 作品

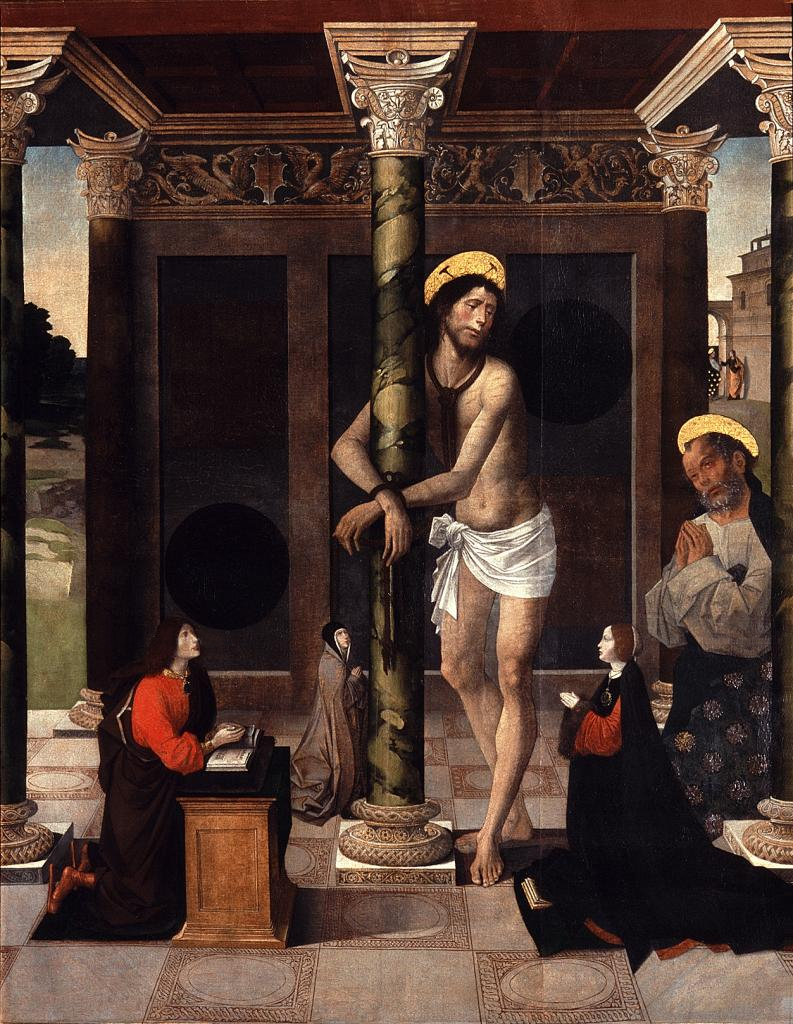
「柱に縛られたキリスト」(c.1508) コルドバ美術館 蔵
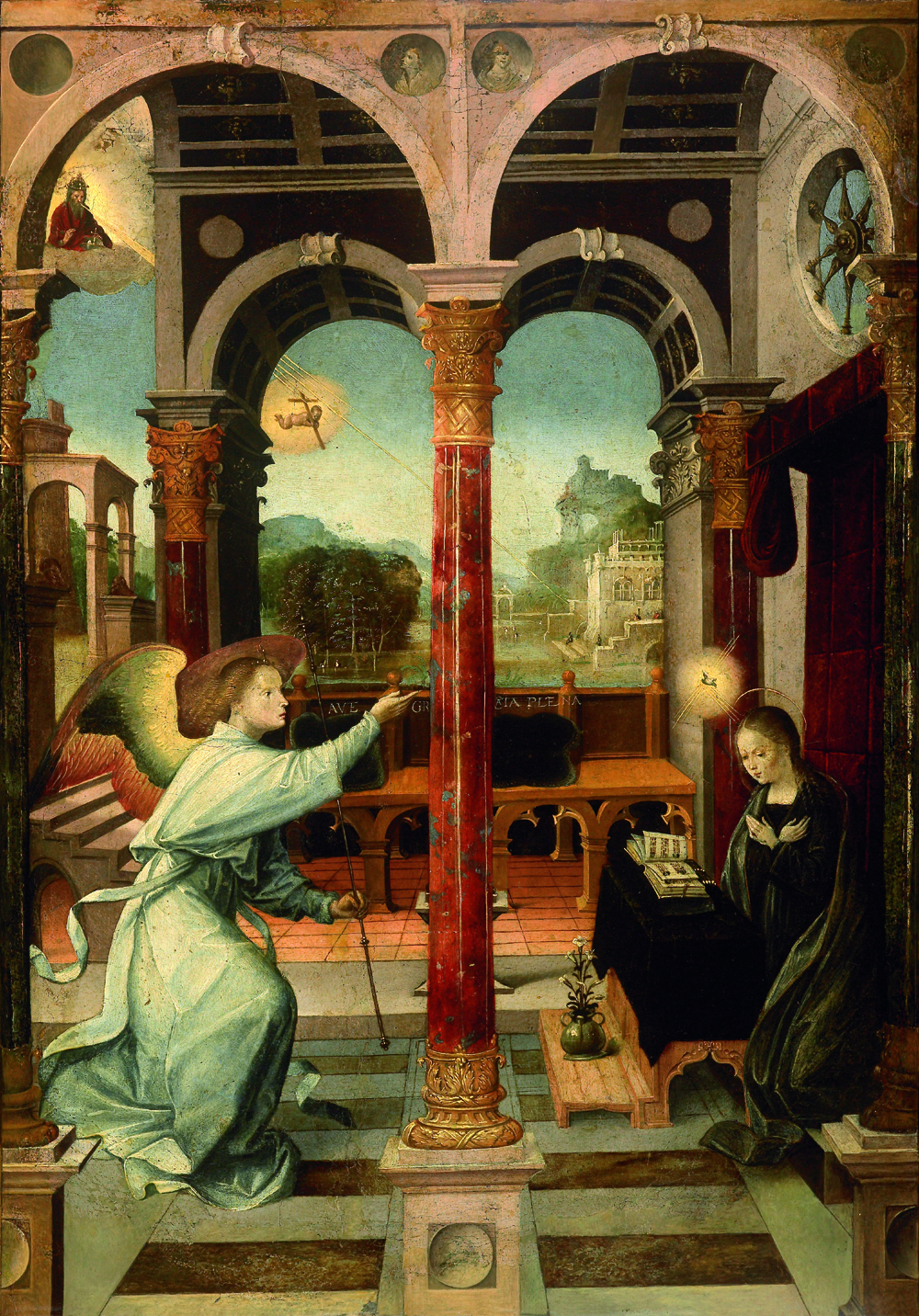
受胎告知 (c.1508) セビーリャ美術館 蔵
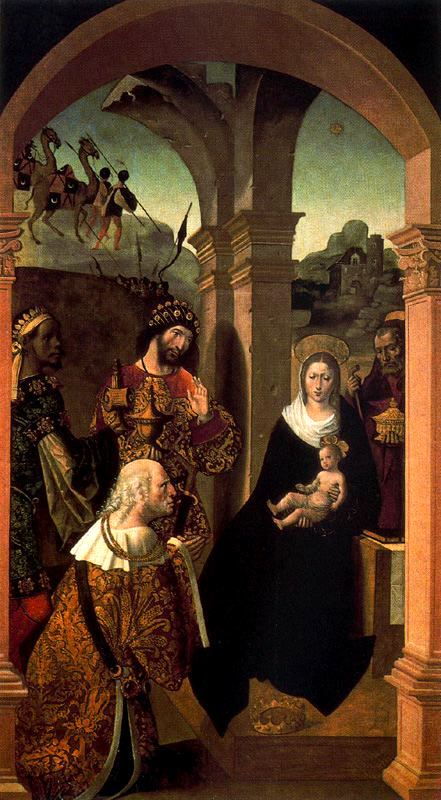
セビリア大聖堂の装飾絵画。「東方の三博士の礼拝」